# Жустін Брезаз-Буше
Жустін Брезаз-Буше (фр. Justine Braisaz, 4 липня 1996) — французька біатлоністка, олімпійська медалістка, призерка чемпіонатів світу. 
Свою першу особисту перемогу на етапах кубка світу Брезаз здобула в сезоні 2017-18 на етапі в Аннесі в масстарті.

## Виступи на Олімпійських іграх
| Ігри           | Інд. гонка | Спринт | Персьют | Масстарт | Естафета | Змішана естафета |
| -------------- | ---------- | ------ | ------- | -------- | -------- | ---------------- |
| Пхьончхан 2018 | 55         | 10     | 34      | 20       | Бронза   | —                |
| Пекін 2022     | 40         | 48     | DNS     | Золото   | 6        | —                |

## Виступи на чемпіонатах світу
| Чемпіонат         | Інд. гонка | Спринт | Персьют | Масстарт | Естафета | Змішана естафета | Одиночна змішана естафета |
| ----------------- | ---------- | ------ | ------- | -------- | -------- | ---------------- | ------------------------- |
| Контіолагті 2015  | 34         | 34     | 35      | —        | Срібло   | —                | Н/Д                       |
| Голменколлен 2016 | 16         | 25     | 22      | 12       | Срібло   | —                | Н/Д                       |
| Гохфільцен 2017   | 48         | 28     | 5       | 28       | Бронза   | —                | Н/Д                       |
| Естерсунд 2019    | Бронза     | 60     | DNS     | 15       | 8        | —                | —                         |
| Антерсельва 2020  | 19         | 32     | 37      | 22       | 14       | 7                | —                         |
| Поклюка 2021      | 63         | 25     | 30      | 28       | —        | —                | —                         |

*В олімпійські сезони змагання проводяться тільки з дисциплін, що не входять в програму Ігор.
**Одиночна змішана естафета з'явилася на чемпіонаті 2019 року.

## Статистика кубка світу
У таблиці наведено статистику виступів біатлоніста в Кубку світу.
- Місця 1–3: кількість подіумів
- Чільна 10: кількість фінішів у першій десятці
- В очках: кількість виступів, на яких біатлоніст здобував очки
- Старти: кількість стартів
- Естафета: включно зі змішаною

| Місця                      | Індивід. | Спринт | Персьют | Мас-старт | Естафета | Разом |
| -------------------------- | -------- | ------ | ------- | --------- | -------- | ----- |
| 1                          |          |        |         |           | 1        | 1     |
| 2                          |          | 1      |         |           | 6        | 7     |
| 3                          |          |        |         |           | 2        | 2     |
| Чільна 10                  | 1        | 3      | 3       |           | 15       | 22    |
| В очках                    | 6        | 15     | 10      | 6         | 15       | 52    |
| Стартів                    | 8        | 23     | 14      | 6         | 15       | 66    |
| Станом на: 22 березня 2015 |          |        |         |           |          |       |

## Посинаня
- Досьє на сайті IBU [Архівовано 24 березня 2015 у Wayback Machine.]